# Bristol Compressors
Bristol Compressors ist ein US-amerikanischer Kompressorenhersteller. Diese werden in Kompressionskältemaschinen und Wärmepumpen eingesetzt.

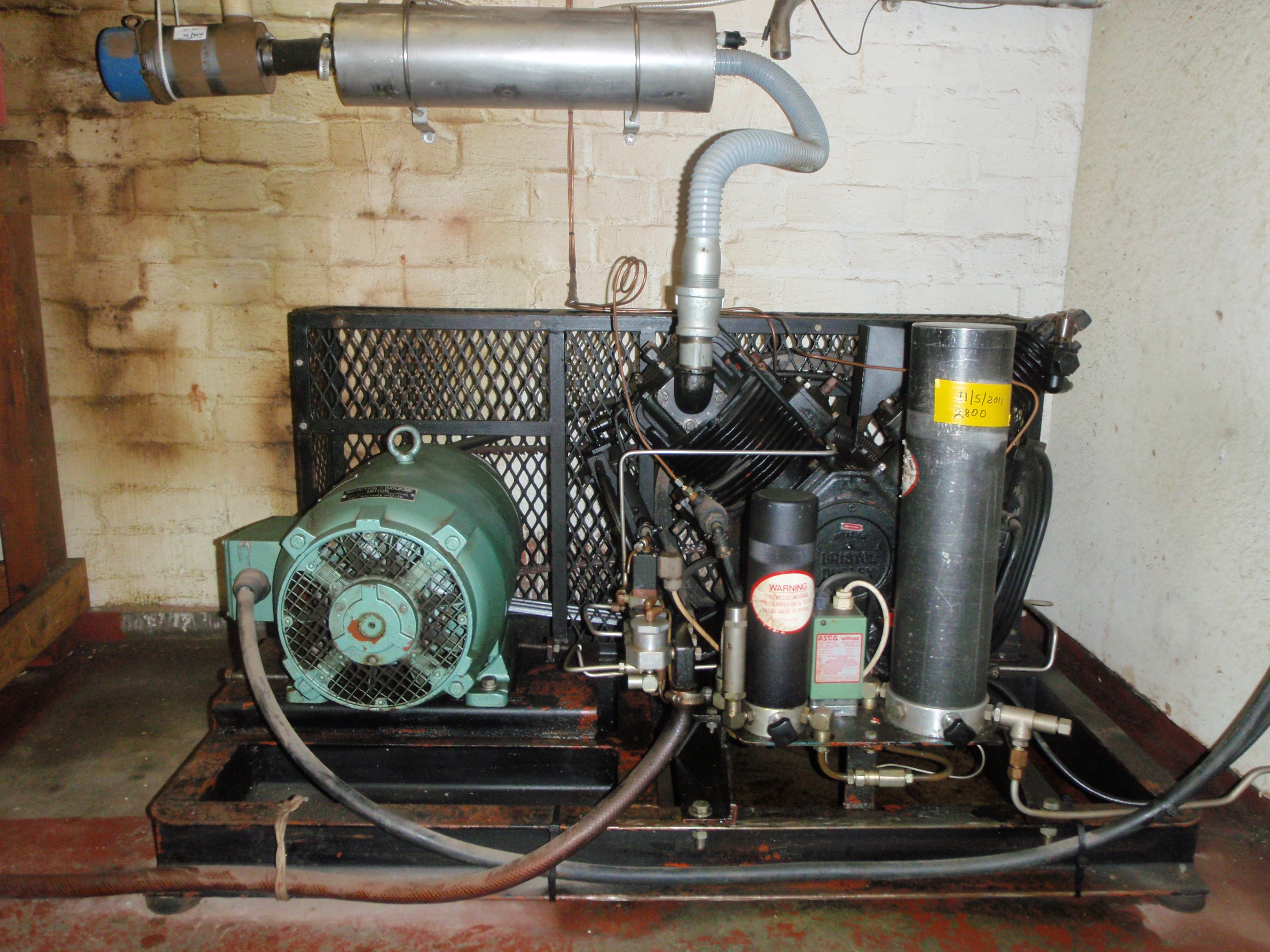
Kompressor von Bristol Compressors (rechts)

1986 erwarb York International unter Führung von Stanley Hiller das Unternehmen.
Nach der Übernahme von York International im Jahr 2005 durch Johnson Controls wurde Bristol Compressors 2007 an KPS Capital Partners verkauft.
Anfang 2012 erwarb die Garrison Investment Group das Unternehmen.